# Toxina
Una toxina es una sustancia venenosa (o con efectos severos sobre la salud) producida por células vivas de animales, plantas, bacterias u otros organismos biológicos. Para destacar su origen orgánico, se habla a veces también de biotoxina. Están excluidas de esta definición las sustancias creadas por procesos artificiales.[cita requerida]
Las toxinas a menudo se distinguen de otros agentes químicos basándose estrictamente en su origen biológico.
Conceptos menos estrictos abarcan las toxinas inorgánicas naturales, como el arsénico. Otros entendimientos abarcan análogos sintéticos de venenos orgánicos naturales como venenos, y pueden o no abarcar venenos inorgánicos naturales. 
El término «toxina» fue introducido en 1890 por el químico orgánico Ludwig Brieger (1849-1919).
Las toxinas pueden ser pequeñas moléculas, como péptidos, o proteínas capaces de causar enfermedad si entran en contacto con, o son absorbidos por, tejidos del cuerpo, interactuando con macromoléculas biológicas como enzimas o receptores celulares. Las toxinas varían enormemente en su severidad, que va de un efecto breve y leve (como en el caso de un aguijón de abeja) hasta mortal casi de inmediato (como en la toxina botulínica). En el caso de la picadura de una abeja puede ser de todas maneras letal a causa de un choque anafiláctico en personas especialmente susceptibles. Las toxinas de insectos que pican como Hymenoptera (hormigas, abejas y avispas) o Triatominae (chinches chupadoras) pueden causar anafilaxia en personas susceptibles. La mitad de las muertes después de picaduras no han tenido una reacción sistémica previa.

## Etimología
Del alemán toxin, este del latín toxĭcum 'veneno' y el alemán -in '-ina', y este del griego clásico τοξικόν [toxikón], que significa ‘flecha’.

## Acción
Las toxinas generadas por microorganismos son un importante factor de virulencia; responsables del carácter patogénico y del grado de evasión del sistema inmunitario del huésped.
Las toxinas en la naturaleza tienen principalmente dos funciones:
- Depredadora (arañas, serpientes, medusas, etc.)
- Defensiva (abejas, ranas, orugas, plantas, setas, etc.)

Se sabe que un número relativamente pequeño de toxinas tiene el potencial de causar enfermedades generalizadas o incluso víctimas mortales. Las toxinas suelen ser económicas y fáciles de conseguir, y en algunos casos es posible refinarlas incluso fuera del laboratorio. Como las biotoxinas actúan rápidamente y son altamente tóxicas incluso en dosis bajas, pueden ser más eficientes que los agentes químicos. Debido a estos factores, es vital crear conciencia sobre los síntomas clínicos de la intoxicación por biotoxinas y desarrollar contramedidas efectivas que incluyan investigación, respuesta y tratamiento rápidos.

## Clasificación
Clasificación por su naturaleza química
Hoy en día, las toxinas se pueden clasificar, de acuerdo a su naturaleza química, en toxinas proteicas y toxinas glúcido-lípido-polipeptídicas. 
- Las toxinas proteicas. Se conocen desde hace varios años gracias a los trabajos de Roux y de Yersin (1888) y de varios investigadores más.

Roux demostró que el bacilo diftérico segrega un veneno que por sí solo puede reproducir la enfermedad en un cobayo. Esta toxina diftérica es verdaderamente segregada en el medio externo. Otras toxinas proteicas se hallan al mismo tiempo en el cuerpo microbiano y en el medio ambiente. Y ciertas toxinas proteicas permanecen fuertemente ligadas a los cuerpos microbianos.
Pillemer y Eaton estudiaron de manera especial la estructura de las toxinas tetánica y diftérica. 
Estas toxinas son solubles en agua y generalmente termolábiles; el calor, la luz y el envejecimiento las afectan. 
Los ácidos y las bases las destruyen y el formol las transforman en un nuevo producto, llamado anatoxina por el veterinario y biólogo francés Gaston Ramon, en 1923. Este producto es absolutamente inofensivo, pero conserva íntegramente el poder floculante y la actividad inmunizante de la toxina. (Burdin & de Lavergne, 1980)
- Las toxinas glúcido-lípido-polipeptídicas. Estas están siempre ligadas al cuerpo microbiano. Si se inyecta el germen a un animal no provocaría ninguna reacción; en cambio, una inyección intravenosa de gérmenes muertos provoca la muerte del animal en pocas horas. Este fenómeno hace evidente la reacción que provoca un producto tóxico contenido en un cuerpo microbiano. La causa de la muerte del animal se atribuye a la endotoxina y no a la virulencia, ya que esta no puede darse estando el germen muerto.

Las toxinas glúcido-lípido-polipeptídicas tienen efecto sobre el sistema nervioso (irritan el sistema parasimpático) y representa un papel importante en el favorecimiento de la infección.

Algunos de los tipos de toxina mejor conocidos son:
- Atraxicotoxinas, causan un aumento del pulso cardiaco, presión arterial y asfixia.
- Cianotoxinas, producidas por cianobacterias.
- Hemotoxinas, son aquellas que atacan a los eritrocitos y se transmiten por el torrente sanguíneo.
- Necrotoxinas, producen necrosis de las células a las que afectan y destruyen los tejidos; también se distribuyen por la sangre y en el caso de los humanos afectan principalmente a músculos y piel.
- Neurotoxinas, son las que afectan principalmente al sistema nervioso. Organismos que poseen neurotoxinas incluyen: la araña viuda negra (Latrodectus), la mayoría de los escorpiones (Scorpiones),  Las cubomedusas (Cubozoa),  las serpientes elápidas (Elapidae), el caracol cono (conidae), el pulpo de anillos azules (Hapalochlaena),  peces venenosos (1200 especies, entre ellas Synanceia verrucosa, Pterois, Uranoscopidae, las rayas de aguijón Myliobatoidei, Blenniiformes),  las ranas que producen bufotoxinas, Dendrobatidae,  el coral Palythoa, varios tipos diferentes de algas, cianobacterias y dinoflagelados.
- Citotoxinas, afectan a células de forma individual, bien de un modo genérico o bien a tipos concretos de células.
- Miotoxinas, afectan a los músculos provocando parálisis. Producidas por lagartos (Heloderma horridum) y serpientes venenosas (serpientes de cascabel Crotalus).
- Apitoxinas, producidas por las abejas.
- Micotoxinas son producidas por hongos, aunque suelen reducirse únicamente a las que afectan a animales en bajas concentraciones.

## Toxinas medioambientales
El término "toxina medio ambiental" a veces puede incluir explícitamente contaminantes sintéticos, como contaminantes industriales y otras sustancias tóxicas producidas artificialmente. Como esto contradice la mayoría de las definiciones formales del término "toxina", es importante confirmar lo que el investigador quiere decir cuando encuentra el término fuera de contextos microbiológicos.
Las toxinas medioambientales de las cadenas alimentarias que pueden ser peligrosas para la salud humana incluyen:
- Intoxicación paralítica por mariscos (PSP, Paralytic shellfish poisoning)[25][26][27]
- Intoxicación amnésica por mariscos (ASP, Amnesic shellfish poisoning)[28][29]
- Intoxicación diarreica por mariscos (DSP, Diarrheal shellfish poisoning)[30][31]
- Intoxicación neurotóxica por mariscos (NSP, Neurotoxic shellfish poisoning)[32][33][34]

## Búsqueda de información sobre toxinas
En general, cuando los científicos determinan la cantidad de una sustancia que puede ser peligrosa para las personas, los animales y/o el medio ambiente, determinan la cantidad de la sustancia que puede desencadenar efectos y, si es posible, establecen un nivel seguro. En Europa, la Autoridad Europea de Seguridad Alimentaria ha elaborado evaluaciones de riesgo de más de 4.000 sustancias en más de 1.600 dictámenes científicos y ofrece en libre acceso las  evaluaciones de riesgos para la salud humana, la salud animal y la ecología en su base de datos OpenFoodTox database. La base de datos OpenFoodTox puede utilizarse para detectar la toxicidad de posibles nuevos alimentos
El Toxicology and Environmental Health Information Program (TEHIP, Programa de Información sobre Toxicología y Salud Ambiental) de la Biblioteca Nacional de Medicina (National Medicine Library)  de los Estados Unidos de América (NLM) mantiene un sitio web exhaustivo sobre toxicología y salud ambiental que incluye acceso a recursos relacionados con las toxinas producidos por TEHIP y por otras agencias y organizaciones gubernamentales. Este sitio web incluye enlaces a bases de datos, bibliografías, tutoriales y otros recursos científicos y orientados al consumidor. El TEHIP también es responsable de la Red de Datos Toxicológicos (TOXNET,the Toxicology Data Network), un sistema integrado de bases de datos sobre toxicología y salud ambiental disponibles gratuitamente en la web.
TOXMAP es un Sistema de Información Geográfica (SIG) que forma parte de TOXNET. TOXMAP utiliza mapas de los Estados Unidos de América para ayudar a los usuarios a explorar visualmente los datos del Inventario de Emisiones Tóxicas (Toxics Release Inventory) y de los Programas del Superfondo de Investigación Básica (Superfund Basic Research Programs) de la Agencia de Protección Medioambiental de los Estados Unidos de América (EPA).